# 排気ガス

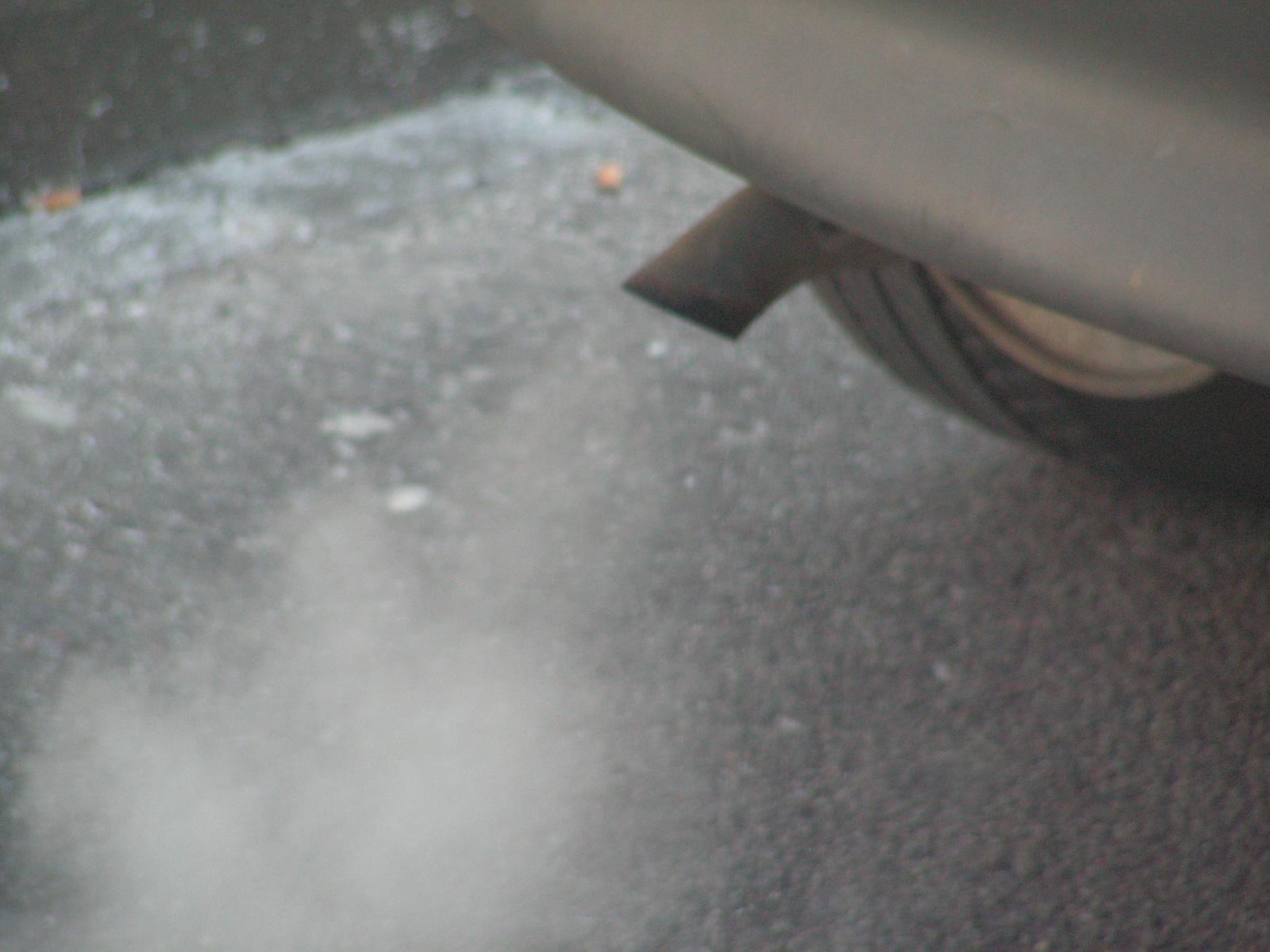
自動車の排気

排気ガス（はいきガス、英: exhaust gas）は、ガソリン・軽油などの燃料がエンジンで燃焼したり、さまざまな化学反応を起こすことで生ずる気体で、大気中に放出されるものを指す。
自動車用語では排気 (exhaust)、または排ガス・排出ガス（共にexhaust gas）とも言う。日本産業規格 (JIS D0108) では、ブローバイガスや燃料蒸発ガス（ガソリンベーパー）などエンジンの燃焼に伴うもの以外を併せて、排出ガス (emission gas) と総称して区別している。

## 成分
有機化合物に由来する排出ガスは大部分が二酸化炭素と水蒸気であるが、微量成分として他物質を含む。一酸化炭素 (CO)、炭化水素 (HC)、窒素酸化物 (NOx) あるいは粒子状物質 (PM) などである。
下記にその成分を記す。
一酸化炭素 (CO)
有機化合物が酸化される際、酸素供給が不十分な不完全燃焼であると発生する。人体に対する毒性がある。
炭化水素 (HC)
ガソリン（C8H18 など）が揮発したり、燃焼が不完全で燃焼できなかった混合気（未燃焼炭化水素）がそのまま排出されると発生する。太陽光の紫外線成分によって、光化学スモッグを引き起こす光化学オキシダントへと変化する。呼吸器などの粘膜への刺激、農作物への悪影響が見られる。
窒素酸化物 (NOx)
高温・高圧状態になる燃焼室では窒素が酸化しやすく、発生する。排出ガス全体のうち、自動車の排出ガスによる発生量が3割を占める。窒素酸化物には酸素の結合量によっていくつか種類があるため通常は酸素の数を x と表記し、各種の窒素酸化物をまとめて示している。
粒子状物質 (PM)
マイクロメートル単位の粒子。大気中に浮遊しているものは浮遊粒子状物質 (SPM) と呼ばれており、粒径10 µm以下のものと定義されている。特に粒径の小さい2.5 µm以下のものは微小粒子状物質 (PM2.5) と呼ばれている。
二酸化炭素 (CO2)
有機化合物の燃焼や生物の代謝によって発生する。現代は電気モーターを併用するハイブリッドカーや低燃費のガソリン直噴エンジンが使用されている。
硫黄酸化物 (SOx)
硫黄の酸化物の総称。二酸化硫黄 (SO2) と三酸化硫黄 (SO3) を主に指す。十分精製されていない石油や低品位の石炭などは硫黄を含んでおり、これらの燃焼によって発生する。大気汚染や酸性雨の原因の一つ。
なお、CO, HC, NOx の抑制方法は二律背反であるため、単一の方法では全てが低いレベルに収まることは無い。自動車用ガソリンエンジンの場合、全ての排出量を抑えるには3つが比較的低いレベルに収まる空燃比（およそ14.7 = ストイキオメトリ）で燃焼させ、三元触媒で処理を行うなどの方法がある。これらを基準値以下で成立させるにはキャブレターでは難しい面もあり、細かく燃料量を制御できる電子制御式燃料噴射装置 (FI) が適しているため、オートバイなどでもFI化が進んでいる。一方、排気が常に酸素過剰となるディーゼルエンジンは、還元剤にアンモニア/アンモニア水や尿素水を用いた選択触媒還元脱硝装置や尿素SCRシステムで後処理を行う。